# Törökország az 1968. évi nyári olimpiai játékokon
Törökország a mexikói Mexikóvárosban megrendezett 1968. évi nyári olimpiai játékok egyik részt vevő nemzete volt. Az országot az olimpián 4 sportágban 29 sportoló képviselte, akik összesen 2 érmet szereztek.

## Érmesek
| Érem  | Versenyző     | Sportág  | Versenyszám        |
| ----- | ------------- | -------- | ------------------ |
| Arany | Mahmut Atalay | Birkózás | Szabadfogás, 78 kg |
| Arany | Ahmet Ayık    | Birkózás | Szabadfogás, 97 kg |

## Atlétika
Férfi
| Versenyző     | Versenyszám | Döntő   | Döntő    |
| Versenyző     | Versenyszám | Idő     | Helyezés |
| ------------- | ----------- | ------- | -------- |
| İsmail Akçay  | Maraton     | 2:25:18 | 4.       |
| Hüseyin Aktaş | Maraton     | 2:35:09 | 25.      |

| Versenyző       | Versenyszám | Selejtező | Selejtező | Döntő    | Döntő    |
| Versenyző       | Versenyszám | Eredmény  | Helyezés  | Eredmény | Helyezés |
| --------------- | ----------- | --------- | --------- | -------- | -------- |
| Nurullah Candan | Magasugrás  | 195 cm    | 38.       | kiesett  | kiesett  |
| Aşkın Tuna      | Hármasugrás | 15,65 m   | 25.       | kiesett  | kiesett  |

## Birkózás
Kötöttfogású
| Versenyző    | Versenyszám | 1. forduló                       | 2. forduló                       | 3. forduló                                | 4. forduló                    | 5. forduló                  | 6. forduló        | 7. forduló        | Döntő             | Helyezés    |
| Versenyző    | Versenyszám | Ellenfél Eredmény                | Ellenfél Eredmény                | Ellenfél Eredmény                         | Ellenfél Eredmény             | Ellenfél Eredmény           | Ellenfél Eredmény | Ellenfél Eredmény | Ellenfél Eredmény | Helyezés    |
| ------------ | ----------- | -------------------------------- | -------------------------------- | ----------------------------------------- | ----------------------------- | --------------------------- | ----------------- | ----------------- | ----------------- | ----------- |
| Metin Çıkmaz | 52 kg       | Petar Kirov (BUL) · 3-1          | Richard Tamble (USA) · 1-3       | erőnyerő                                  | Vlagyimir Bakulin (URS) · 3-1 | kiesett                     |                   |                   | kiesett           | helyezetlen |
| Kaya Öczan   | 57 kg       | Józef Lipień (POL) · 1-3         | Khalifa Karouane (MAR) · 1-3     | An Cshonjong (An Cheon-Yeong) (KOR) · 3-1 | erőnyerő                      | Ion Baciu (ROU) · kétvállas | kiesett           | kiesett           | kiesett           | 6.          |
| Metin Alakoç | 63 kg       | Adriano Morais (POR) · kizárták  | Seyed Hossein Moareb (IRI) · 1-3 | Nikólaosz Lazáru (GRE) · kizárták         | Fudzsimoto Hideo (JPN) · 2-2  | Roman Rurua (URS) · 3-1     | kiesett           |                   | kiesett           | 5.          |
| Kazım Ayvaz  | 70 kg       | Ion Enache (ROU) · 2.5-2.5       | Klaus Rost (FRG) · 2-2           | visszalépett                              | kiesett                       | kiesett                     | kiesett           | kiesett           | kiesett           | helyezetlen |
| Sırrı Acar   | 78 kg       | Harald Barlie (NOR) · 1-3        | Jan Kårström (SWE) · 2.5-2.5     | Metodi Zarev (BUL) · 3-1                  | kiesett                       |                             |                   |                   | kiesett           | helyezetlen |
| Tevfik Kiş   | 87 kg       | Teuvo Ojala (FIN) · 1-3          | Ernst Knoll (FRG) · 1-3          | Lothar Metz (GDR) · 3-1                   | Nicolae Neguţ (ROU) · 2.5-2.5 | kiesett                     |                   |                   | kiesett           | helyezetlen |
| Gürbüz Lü    | 97 kg       | Peter Jutzeler (SUI) · kétvállas | Bojan Radev (BUL) · kizárták     | kiesett                                   | kiesett                       | kiesett                     | kiesett           |                   | kiesett           | helyezetlen |
| Bekir Aksu   | +97 kg      | erőnyerő                         | Edward Wojda (POL) · 2.5-2.5     | Petr Kment (TCH) · kizárták               | kiesett                       | kiesett                     | kiesett           |                   | kiesett           | helyezetlen |

Szabadfogású
| Versenyző           | Versenyszám | 1. forduló                              | 2. forduló                                   | 3. forduló                        | 4. forduló                                     | 5. forduló                               | 6. forduló                  | 7. forduló                       | Döntő                                                                                       | Helyezés    |
| Versenyző           | Versenyszám | Ellenfél Eredmény                       | Ellenfél Eredmény                            | Ellenfél Eredmény                 | Ellenfél Eredmény                              | Ellenfél Eredmény                        | Ellenfél Eredmény           | Ellenfél Eredmény                | Ellenfél Eredmény                                                                           | Helyezés    |
| ------------------- | ----------- | --------------------------------------- | -------------------------------------------- | --------------------------------- | ---------------------------------------------- | ---------------------------------------- | --------------------------- | -------------------------------- | ------------------------------------------------------------------------------------------- | ----------- |
| Mehmet Esenceli     | 52 kg       | Paul Neff (FRG) · 2.5-2.5               | Chimedbazaryn Damdinsharav (MGL) · kétvállas | kiesett                           | kiesett                                        | kiesett                                  | kiesett                     | kiesett                          | kiesett                                                                                     | helyezetlen |
| Hasan Sevinç        | 57 kg       | Simeon Šutev (YUG) · 1-3                | Csang Gjongmu (Jang Gyeong-Mu) (KOR) · 1-3   | Bishambar Singh (IND) · 3-1       | Ivan Savov (BUL) · 2.5-2.5                     | kiesett                                  | kiesett                     |                                  | kiesett                                                                                     | helyezetlen |
| Vehbi Akdağ         | 63 kg       | Jürgen Luczak (GDR) · 1-3               | Josef Engel (TCH) · 1-3                      | Yelkan Tedeyev (URS) · 2-2        | Níkosz Karipídisz (GRE) · 2.5-2.5              | kiesett                                  | kiesett                     | kiesett                          | kiesett                                                                                     | helyezetlen |
| Seyyit Ahmet Ağralı | 70 kg       | Israel Vargas (MEX) · 0.5-3.5           | Muhammad Taj (PAK) · 1-3                     | Danzandarjaa Sereeter (MGL) · 3-1 | Enyu Valcsev (BUL) · kétvállas                 | kiesett                                  | kiesett                     | kiesett                          | kiesett                                                                                     | helyezetlen |
| Mahmut Atalay       | 78 kg       | Steven Combs (USA) · 1-3                | Osvaldo Ferrari (ITA) · 0.5-3.5              | Ali Mohammad Momeni (IRI) · 1-3   | Szo Jongszok (Seo Yong-Seok) (KOR) · kétvállas | Tömöriin Artag (MGL) · 2-2               |                             |                                  | 1. mérkőzés · Daniel Robin (FRA) · 1-3 · Hozott eredmény · Tömöriin Artag (MGL) · 2-2       |             |
| Hüseyin Gürsoy      | 87 kg       | José Manuel Hernández (GUA) · kétvállas | erőnyerő                                     | Julio Graffigna (ARG) · 1-3       | Peter Döring (GDR) · 1-3                       | Thomas Peckham (USA) · 2-2               | Prodan Gardzsev (BUL) · 3-1 |                                  | kiesett                                                                                     | 5.          |
| Ahmet Ayık          | 97 kg       | Szaid Musztafov (BUL) · 1-3             | erőnyerő                                     | Jess Lewis (USA) · 2-2            | Ryszard Długosz (POL) · 1-3                    | Khorloogiin Bayanmönkh (MGL) · kétvállas | erőnyerő                    | Csatári József (HUN) · kétvállas | 1. mérkőzés · Sota Lomidze (URS) · 2-2 · Hozott eredmény · Csatári József (HUN) · kétvállas |             |
| Gıyasettin Yılmaz   | +97 kg      | Alekszandr Medvegy (URS) · kétvállas    | Oszman Duraliev (BUL) · kétvállas            | kiesett                           | kiesett                                        | kiesett                                  |                             |                                  | kiesett                                                                                     | helyezetlen |

## Ökölvívás
| Versenyző     | Versenyszám  | Selejtező         | 32-es főtábla                | Nyolcaddöntő                            | Negyeddöntő               | Elődöntő          | Döntő             | Helyezés |
| Versenyző     | Versenyszám  | Ellenfél Eredmény | Ellenfél Eredmény            | Ellenfél Eredmény                       | Ellenfél Eredmény         | Ellenfél Eredmény | Ellenfél Eredmény | Helyezés |
| ------------- | ------------ | ----------------- | ---------------------------- | --------------------------------------- | ------------------------- | ----------------- | ----------------- | -------- |
| Fuat Temel    | Papírsúly    |                   | erőnyerő                     | Harlan Marbley (USA) · 0-5              | kiesett                   | kiesett           | kiesett           | 9.       |
| Engin Yadigar | Légsúly      |                   | erőnyerő                     | Servílio de Oliveira (BRA) · 2-3        | kiesett                   | kiesett           | kiesett           | 9.       |
| Seyfi Tatar   | Pehelysúly   |                   | Andrés Martín (ESP) · 5-0    | Kim Szongun (Kim Seong-eun) (KOR) · 3-2 | Ivan Mihajlov (BUL) · 2-3 | kiesett           | kiesett           | 5.       |
| Yeter Sevimlı | Könnyűsúly   | erőnyerő          | Juan Rivero (URU) · kizárták | Luis Minami (PER) · 2-3                 | kiesett                   | kiesett           | kiesett           | 9.       |
| Ali Kılıçoğlu | Kisváltósúly | erőnyerő          | Petar Stoychev (BUL) · 0-5   | kiesett                                 | kiesett                   | kiesett           | kiesett           | 17.      |
| Celal Sandal  | Váltósúly    | erőnyerő          | Aaron Popoola (GHA) · 3-2    | Ivan Kiryakov (BUL) · RSC               | Manfred Wolke (GDR) · 1-4 | kiesett           | kiesett           | 5.       |

## Sportlövészet
Nyílt
| Versenyző       | Versenyszám           | Pont | Helyezés |
| --------------- | --------------------- | ---- | -------- |
| Türker Özenbaş  | Szabadpisztoly        | 526  | 52.      |
| Mehmet Dursun   | Sportpuska, fekvő     | 587  | 51.      |
| Mehmet Dursun   | Sportpuska, összetett | 1081 | 54.      |
| Metin Salihoğlu | Trap                  | 188  | 30.      |